# 加茂湖

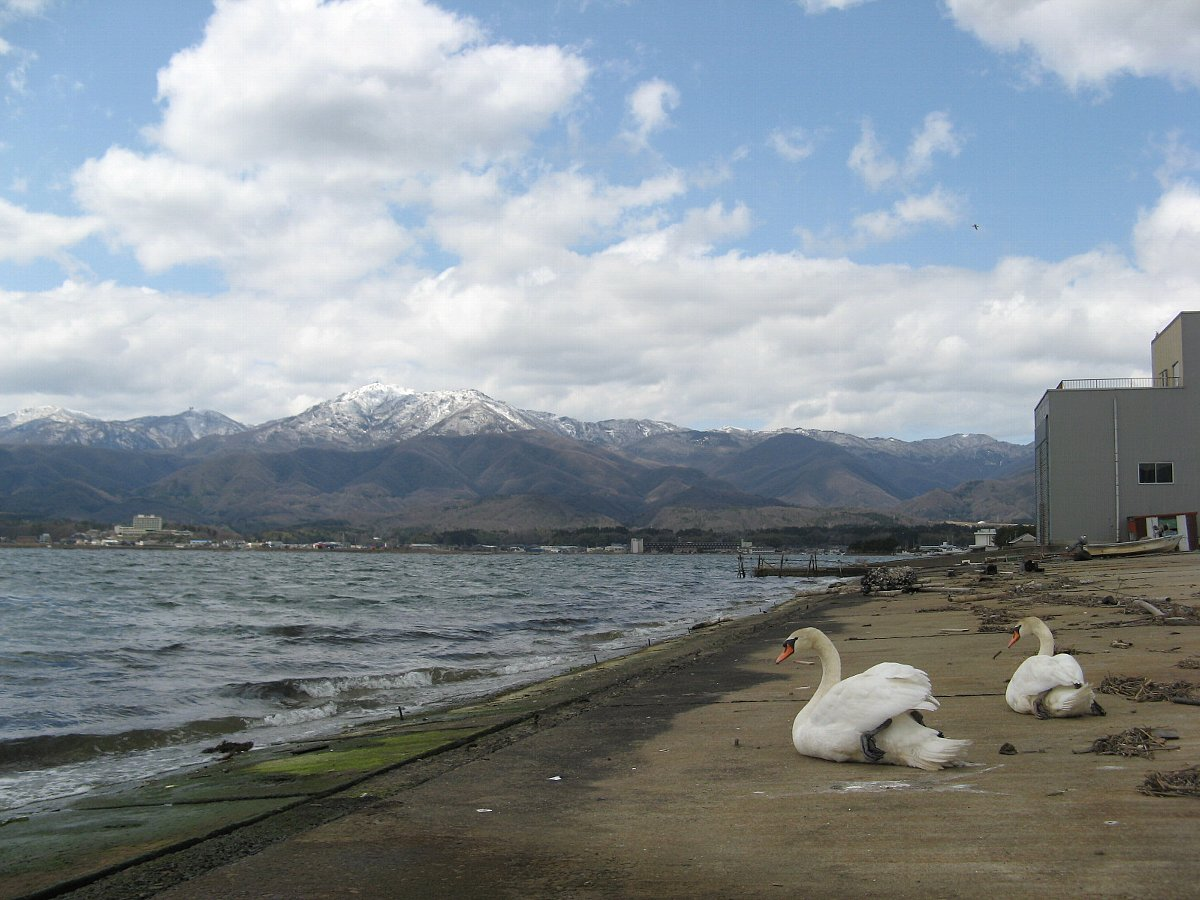
加茂湖

加茂湖（日语：かもこ）是位於日本新潟縣佐渡市的一個汽水湖，被評為日本百景之一。加茂湖是新潟縣最大的湖泊，也是日本的離島中面積最大的湖泊。加茂湖面積4.85平方公里，靠近兩津港，貝類養殖興盛。

## 外部連結
- 加茂湖 | さど観光ナビ（页面存档备份，存于）